# چم لتور
چم لتور، روستایی از توابع بخش کوهنانی شهرستان کوهدشت در استان لرستان ایران است.

## جمعیت
این روستا در دهستان زیرتنگ قرار دارد و براساس سرشماری مرکز آمار ایران در سال ۱۳۸۵، جمعیت آن ۱۷۲ نفر (۳۱خانوار) بوده‌است.